# 徐秋影案件

电影DVD封面

电影《徐秋影案件》，由中国长春电影制片厂拍摄的反特故事片，于1958年上映。

## 剧情
年轻美丽的徐秋影在江心岛被人杀害了。公安局处长杜家楷和侦查科长汪亮奉命侦办此案。
徐秋影以前的恋人彭放有重大嫌疑，所有的线索都指向彭放——是他在徐秋影结婚前杀了她。
看上起这是一件简单的情杀案，但事情真的如此简单吗？

## 制作
- 导演：于彦夫
- 编剧：丛深、李赤
- 摄影：尹志
- 作曲：雷振邦
- 副导演：鲍月千

## 演员
- 沈冰凝饰徐秋影
- 刘增庆饰何　彬
- 浦　克饰杜永楷
- 李亚林饰汪　亮
- 王春英饰隋　福
- 曲　伟饰齐录匀
- 张　圆饰邱涤凡
- 许　兰饰徐　母
- 于中义饰彭　放
- 郝　光饰沈支书
- 刘　儒饰吴大爷
- 张巨光饰罗精达
- 黄　玲饰彭　聪

## 原型
1948年11月，哈尔滨市文教局秘书赵洁珊被害。由此发了一起震惊中国的特务案——邵玉魁案。1956年，长春电影制片厂拍摄了以此案为原型的故事片。此案虽为冤案，但直到1987年才彻底平反。